# Marvel Future Revolution
Marvel Future Revolution fue un videojuego de rol de acción de mundo abierto masivo en línea desarrollado por Netmarble Monster y publicado por Netmarble para Android y iOS. Estaba basado en el Universo Marvel. Su lanzamiento tuvo lugar el 25 de agosto de 2021y su cierre el 24 de agosto de 2023.

## Sinopsis
Marvel Future Revolution comienza cuando numerosas Tierras convergen en el multiverso para formar una "Tierra Prima" completamente nueva llena de zonas únicas y misiones para explorar, como la ciudad de alta tecnología New Stark City , el peligroso Hydra Empire, el salvaje y accidentado Sakaar, y muchos más. Como agentes del equipo de superhéroes "Omega Flight" recién formado, los jugadores trabajarán juntos para luchar contra una avalancha de supervillanos y defender la "Tierra Prima" de una serie interminable de amenazas.

## Jugabilidad
Marvel Future Revolution fue un MMORPG que combinaba elementos tradicionales tanto de los juegos de acción como de los juegos de mundo abierto. El resultado fue un título lleno de acción, en el que el jugador se podía mover por escenarios enormes con total libertad en compañía de otros jugadores. Se podía jugar tanto con amigos como con otros jugadores aleatorios.
El sistema de control recordaba mucho al de juegos centrados en la acción, especialmente al de la mayoría de los MOBA. En la parte izquierda de la pantalla, se ubicaba el "stick" virtual de movimiento, que permitía mover a nuestro superhéroe; y en la parte derecha, todos los botones de acción, con los que podías atacar y llevar a cabo habilidades especiales.
Cada uno de los personajes del juego contaba con unas habilidades totalmente distintas a las de los demás. El Capitán América, por ejemplo, permitía jugar de una forma totalmente distinta a la de Star-Lord o Spider-Man. Aprender a dominar las mejores habilidades era fundamental para salir victorioso en los enfrentamientos más difíciles.
Marvel Future Revolution disponía de un modo historia que cuenta con escenas narrativas en las que se iba descubriendo qué está pasando a lo largo del Universo Marvel. Las acciones y las victorias son las que permitían el avance de la historia. Además cuanto más se avanzaba, más niveles necesitará tener.
Contaba con ocho superhéroes jugables, incluidos Black Widow, Capitán América, Capitana Marvel, Spider-Man, Iron Man, Doctor Strange, Star-Lord, Storm, Magik, Scarlet Witch y Wolverine estaban equipados con una extensa colección de trajes icónicos con más de 400 millones de combinaciones.